# Bouttencourt
Pour les articles ayant des titres homophones, voir Boutencourt et Boutancourt.

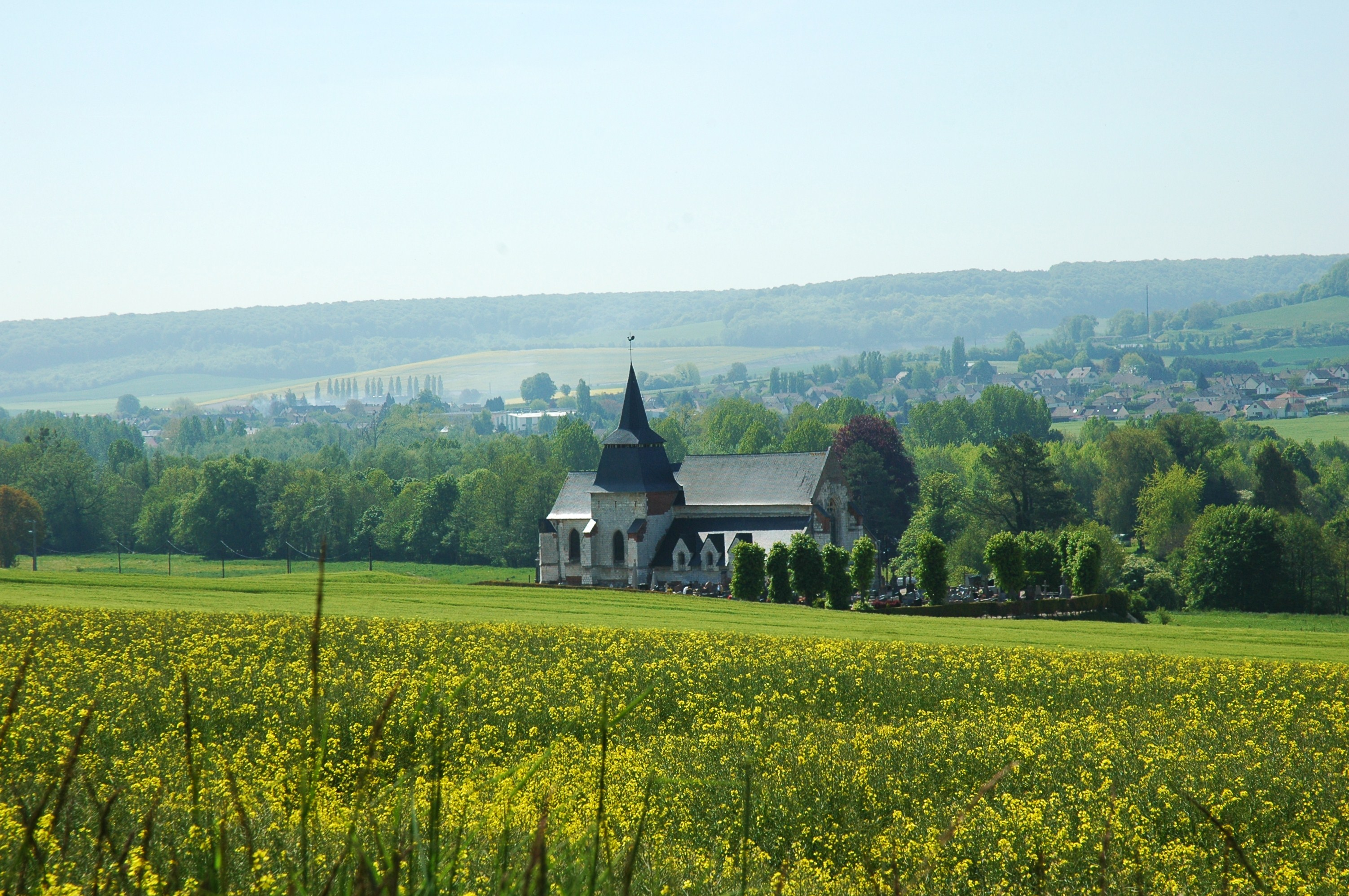
Paysage de Bouttencourt et l'église.

Bouttencourt est une commune française située dans le département de la Somme en région Hauts-de-France.

## Géographie

### Localisation
Bouttencourt est un village picard du Vimeu, limitrophe de la Seine-Maritime et de la Normandie.
Limitrophe de Gamaches et de Blangy-sur-Bresle, la commune est située à 10 km au sud-ouest de Oisemont, 19 km au sud-est d'Eu-le-Tréport, 24 km au sud-ouest d'Abbeville et à 48 km à l'est d'Amiens à vol d'oiseau.
Le territoire de la commune est limitrophe de ceux de cinq communes.
Les communes limitrophes sont  Blangy-sur-Bresle, Bouillancourt-en-Séry, Gamaches, Monchaux-Soreng et Neslette.

### Hydrographie

#### Réseau hydrographique
La commune est située dans le bassin Seine-Normandie. Elle est drainée par la Bresle, divers bras de la Bresle, le canal Doliger, le cours d'eau 01 de la commune de Bouttencourt, le divers bras Blanc, les Fontaines, divers bras de la Bresle divers bras le fossé Blanc et divers autres petits cours d'eau,.
La Bresleest un fleuve côtier d'une longueur de 68 km, qui prend sa source dans la commune de Abancourt, à 180 mètres d'altitude, et se jette  dans la Manche au Tréport, après avoir traversé 30 communes.

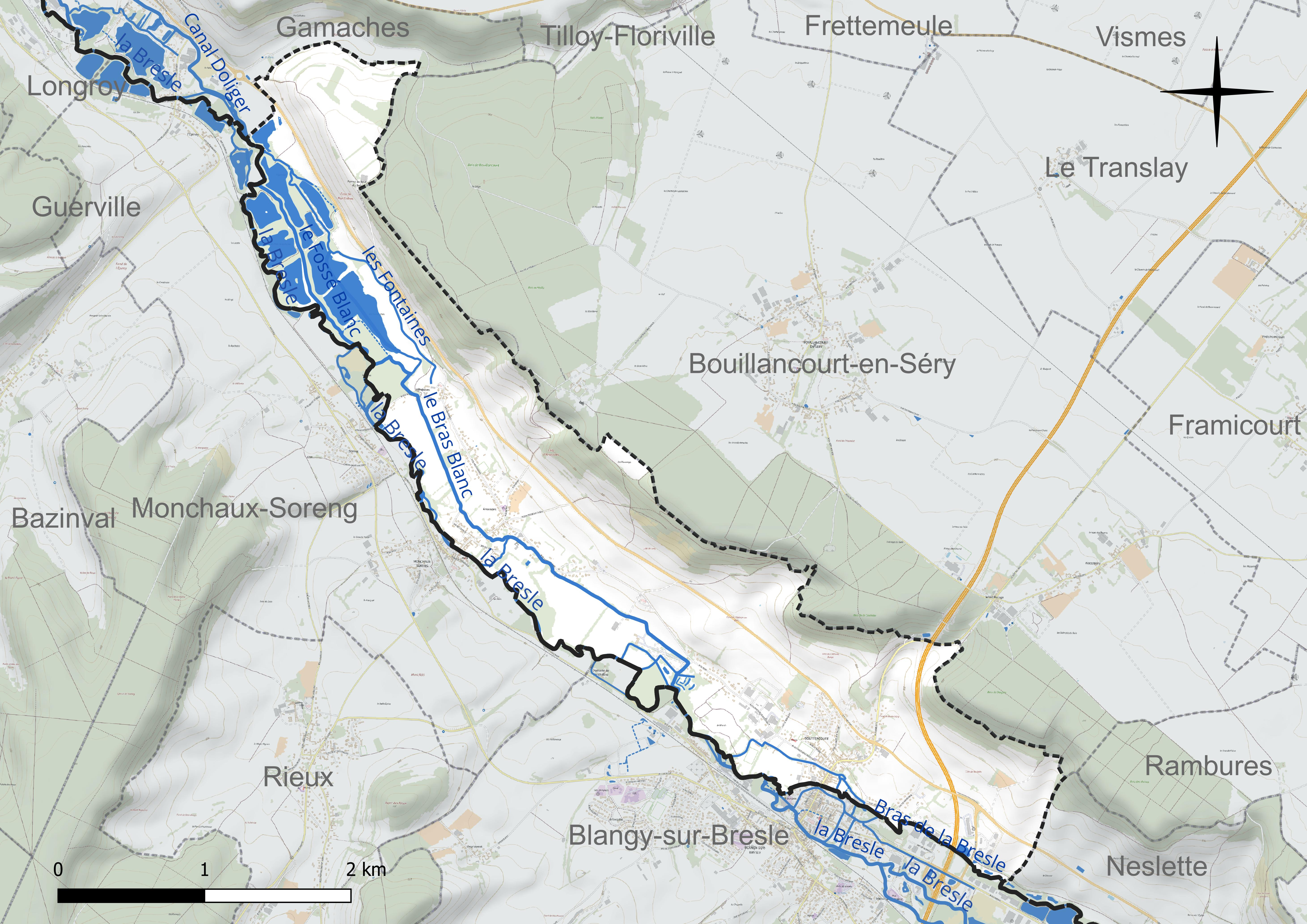
Réseau hydrographique de Bouttencourt.

#### Gestion et qualité des eaux
Le territoire communal est couvert par le schéma d'aménagement et de gestion des eaux (SAGE) « Vallée de la Bresle ». Ce document de planification concerne un territoire de 748 km2 de superficie, délimité par le bassin versant de la Bresle. Le périmètre a été arrêté le 7 avril 2003 et le SAGE proprement dit a été approuvé le 18 août 2016. La structure porteuse de l'élaboration et de la mise en œuvre est le syndicat mixte d'aménagement, de gestion et de valorisation du bassin de la Bresle.
La qualité des cours d'eau peut être consultée sur un site dédié géré par les agences de l'eau et l'Agence française pour la biodiversité.

### Climat
Pour des articles plus généraux, voir Climat des Hauts-de-France et Climat de la Somme.
En 2010, le climat de la commune est de type climat océanique altéré, selon une étude du CNRS s'appuyant sur une série de données couvrant la période 1971-2000. En 2020, Météo-France publie une typologie des climats de la France métropolitaine dans laquelle la commune est exposée à un climat océanique et est dans la région climatique Côtes de la Manche orientale, caractérisée par un faible ensoleillement (1 550 h/an) ; forte humidité de l'air (plus de 20 h/jour avec humidité relative > 80 % en hiver), vents forts fréquents.
Pour la période 1971-2000, la température annuelle moyenne est de 10,5 °C, avec une amplitude thermique annuelle de 13,5 °C. Le cumul annuel moyen de précipitations est de 814 mm, avec 12,7 jours de précipitations en janvier et 8,7 jours en juillet. Pour la période 1991-2020, la température moyenne annuelle observée sur la station météorologique la plus proche, située sur la commune d'Oisemont à 10 km à vol d'oiseau, est de 11,1 °C et le cumul annuel moyen de précipitations est de 801,4 mm,. Pour l'avenir, les paramètres climatiques de la commune estimés pour 2050 selon différents scénarios d'émission de gaz à effet de serre sont consultables sur un site dédié publié par Météo-France en novembre 2022.

## Urbanisme

### Typologie
Au 1er janvier 2024, Bouttencourt est catégorisée bourg rural, selon la nouvelle grille communale de densité à sept niveaux définie par l'Insee en 2022.
Elle appartient à l'unité urbaine de Blangy-sur-Bresle, une agglomération inter-régionale regroupant deux  communes, dont elle est une commune de la banlieue,,. Par ailleurs la commune fait partie de l'aire d'attraction de Blangy-sur-Bresle, dont elle est une commune de la couronne,. Cette aire, qui regroupe 8 communes, est catégorisée dans les aires de moins de 50 000 habitants,.

### Occupation des sols
L'occupation des sols de la commune, telle qu'elle ressort de la base de données européenne d'occupation biophysique des sols Corine Land Cover (CLC), est marquée par l'importance des territoires agricoles (68,7 % en 2018), en diminution par rapport à 1990 (73,5 %). La répartition détaillée en 2018 est la suivante : 
prairies (39,7 %), terres arables (29 %), forêts (10,3 %), eaux continentales (8,7 %), zones urbanisées (8,2 %), zones industrielles ou commerciales et réseaux de communication (4,1 %). L'évolution de l'occupation des sols de la commune et de ses infrastructures peut être observée sur les différentes représentations cartographiques du territoire : la carte de Cassini (XVIIIe siècle), la carte d'état-major (1820-1866) et les cartes ou photos aériennes de l'IGN pour la période actuelle (1950 à aujourd'hui).

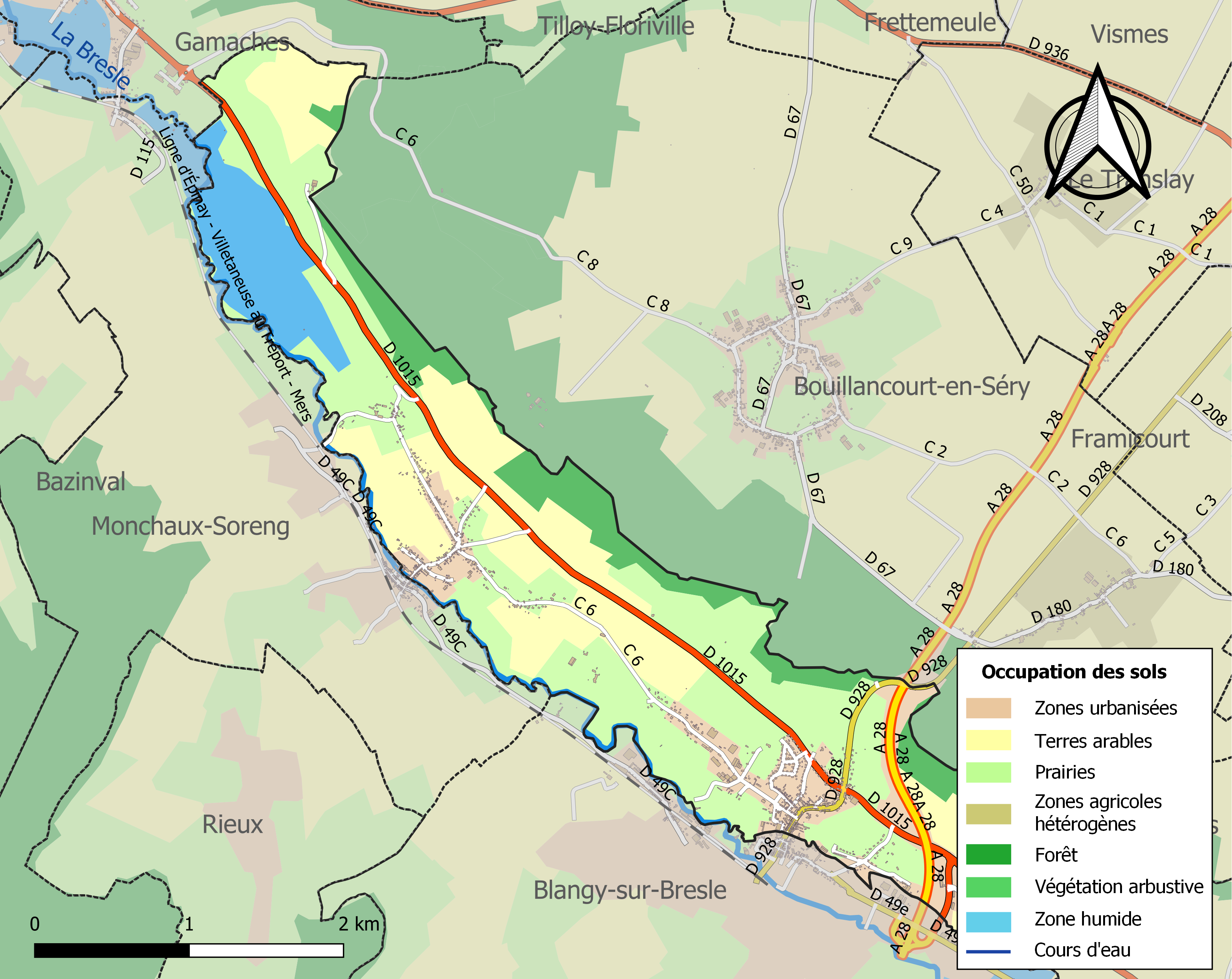
Carte des infrastructures et de l'occupation des sols de la commune en 2018 (CLC).

### Voies de communication et transports
Structuré comme un village-rue le long de l'ancienne RN 28 (actuelle RD 928), il est tangenté par la RN 15bis (actuelle RD 1015), tout en étant aisément accessible par l'autoroute A28 ou la gare de Blangy-sur-Bresle.
En 2019, la localité est desservie par la ligne d'autocars no 4 (Blangy-sur-Bresle - Amiens) du réseau Trans'80, Hauts-de-France, chaque jour de la semaine sauf le dimanche et les jours fériés.

## Toponymie
Le nom de la localité est attesté sous les formes Botencort en 1203 ; Boutencourt en 1203 ; Boutancourt en 1360 ; Boutencourt-en-Sery en 1449 ; Bouthencourt en 1513 ; Bourdencourt en 1675 ; Bouttencourt en 1763 ; Bouttencourt-sur-Gamaches en 1836 ; Bouttencourt-lès-Blangy en 1778 ; Bouttancourt en 1801.

## Histoire
- Entre 1790 et 1794, Bouttencourt absorbe Ansennes, Montières et Séry[29].
- Le 17 août 1944, lors des combats de la Libération de la France, les habitants de Blangy et de Bouttencourt sont  parqués dans une pâture par les occupants allemands. Deux résistants, Yves Ternisien et Maurice Delattre sont torturés à mort. Leurs corps ne seront jamais retrouvés[30]. Une stèle, sur la route départementale 1015, rappelle cet évènement.

## Politique et administration
| Période                                  | Période                       | Identité            | Étiquette | Qualité |
| ---------------------------------------- | ----------------------------- | ------------------- | --------- | --- |
| Les données manquantes sont à compléter. |                               |                     |           | |
|                                          |                               | Eugène Nibas        |           | |
| Les données manquantes sont à compléter. |                               |                     |           | |
| mars 2001                                | mars 2008                     | Jean-Pascal Sellier |           | |
| mars 2008                                | En cours (au 23 juillet 2020) | André Bayart        |           | Vice-président de la CC interrégionale Aumale - Blangy-sur-Bresle (2017 → ) Réélu pour le mandat 2020-2026 |

## Population et société

### Démographie
L'évolution du nombre d'habitants est connue à travers les recensements de la population effectués dans la commune depuis 1793. Pour les communes de moins de 10 000 habitants, une enquête de recensement portant sur toute la population est réalisée tous les cinq ans, les populations de référence des années intermédiaires étant quant à elles estimées par interpolation ou extrapolation. Pour la commune, le premier recensement exhaustif entrant dans le cadre du nouveau dispositif a été réalisé en 2006.

En 2022, la commune comptait 929 habitants, en évolution de −0,96 % par rapport à 2016 (Somme : −1,26 %, France hors Mayotte : +2,11 %).
| 1793 | 1800 | 1806 | 1821 | 1831 | 1836 | 1841 | 1846 | 1851 |
| ---- | ---- | ---- | ---- | ---- | ---- | ---- | ---- | ---- |
| 563  | 492  | 494  | 644  | 741  | 750  | 775  | 738  | 738  |

| 1856 | 1861 | 1866 | 1872 | 1876 | 1881 | 1886 | 1891 | 1896 |
| ---- | ---- | ---- | ---- | ---- | ---- | ---- | ---- | ---- |
| 702  | 679  | 658  | 567  | 581  | 556  | 532  | 532  | 600  |

| 1901 | 1906 | 1911 | 1921 | 1926 | 1931 | 1936 | 1946 | 1954 |
| ---- | ---- | ---- | ---- | ---- | ---- | ---- | ---- | ---- |
| 574  | 542  | 566  | 594  | 607  | 669  | 726  | 755  | 754  |

| 1962 | 1968 | 1975 | 1982 | 1990 | 1999  | 2006  | 2011 | 2016 |
| ---- | ---- | ---- | ---- | ---- | ----- | ----- | ---- | ---- |
| 777  | 741  | 887  | 928  | 941  | 1 015 | 1 046 | 998  | 938  |

| 2021 | 2022 | - | - | - | - | - | - | - |
| ---- | ---- | - | - | - | - | - | - | - |
| 929  | 929  | - | - | - | - | - | - | - |

### Enseignement
La commune compte une école maternelle et élémentaire de 71 élèves à la rentrée scolaire 2017.

### Sports
L'ASIC Bouttencourt est le club de football de la commune. Lors de la saison 2021-2022, alors en District 3, le club accède au 4e tour de la Coupe de France, après avoir éliminé l'ESL Boulogne-sur-Mer (District 1) au stade Serge-Leleu de Gamaches. Pour ce 4e tour, Bouttencourt affrontera le FC Loon-Plage, pensionnaire de Régional 1.
Le 29 mai 2023, l'ASIC remporte le Challenge du District de la Somme contre l'Étoile sportive de Chépy, 1-1 puis 4-2  aux tirs au but, au stade Serge-Leleu de Gamaches, commune voisine de Bouttencourt.
Lors de la saison 2023-2024, l'ASIC, pensionnaire de Départemental 2, reçoit pour le 3e tour de la Coupe de France l'US Vimy (National 3) au stade Francis-Leroy. Les Bouttencourtois s'inclinent 0-7.

## Culture locale et patrimoine

### Lieux et monuments
- Église Saint-Étienne de Bouttencourt.
- Église Saint-Pierre de Monthières, à clocher-mur.

- Ancienne abbaye Notre-Dame de Séry, de l'ordre des Prémontrés, devenue un centre de loisirs de la ville d'Amiens.

- Château de Bouttencourt.
- Château de Monthières.
- Moulins.
- Rives de la Bresle.
- Chapelle et reconstitution de la grotte de Lourdes, route du Tréport[36].

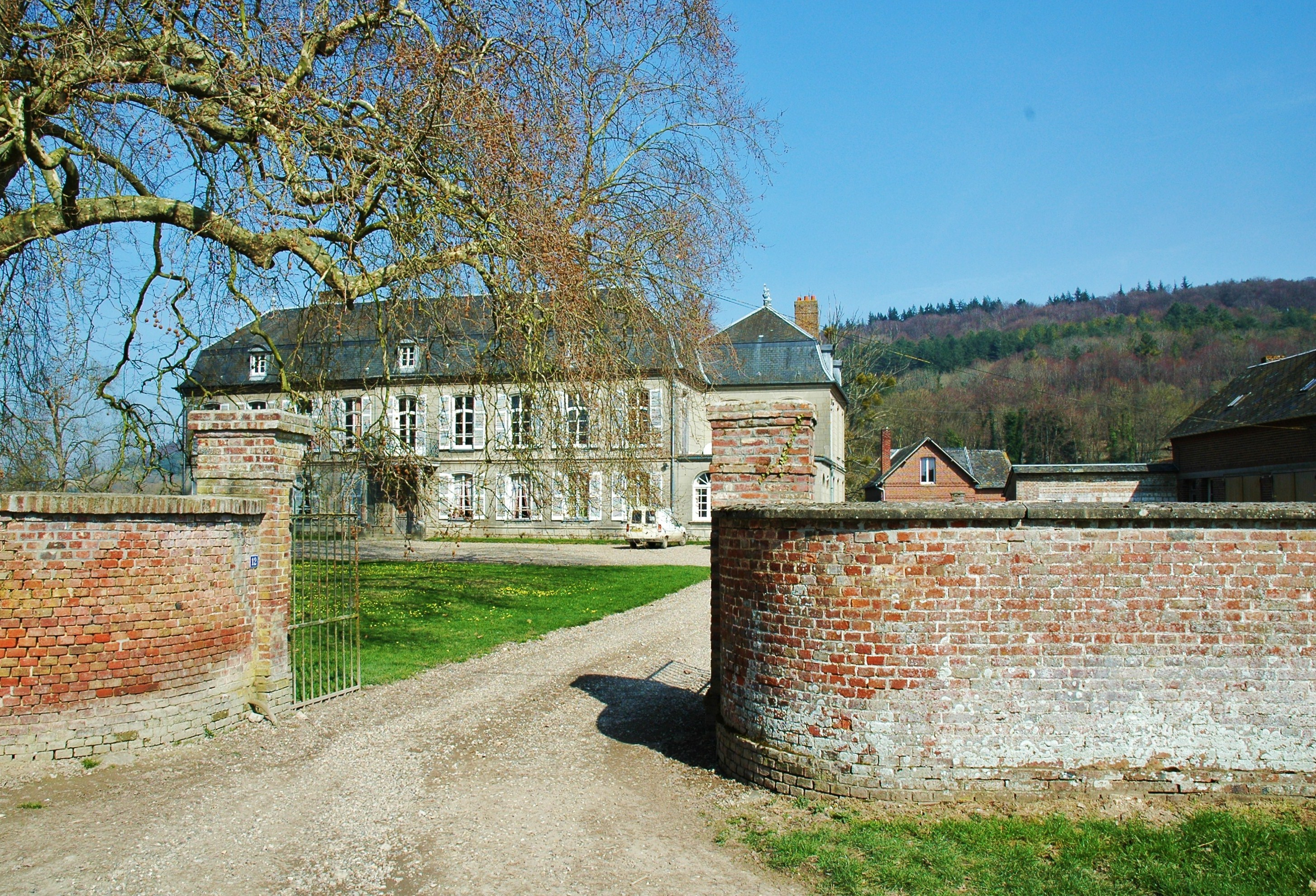
Château de Monthières.
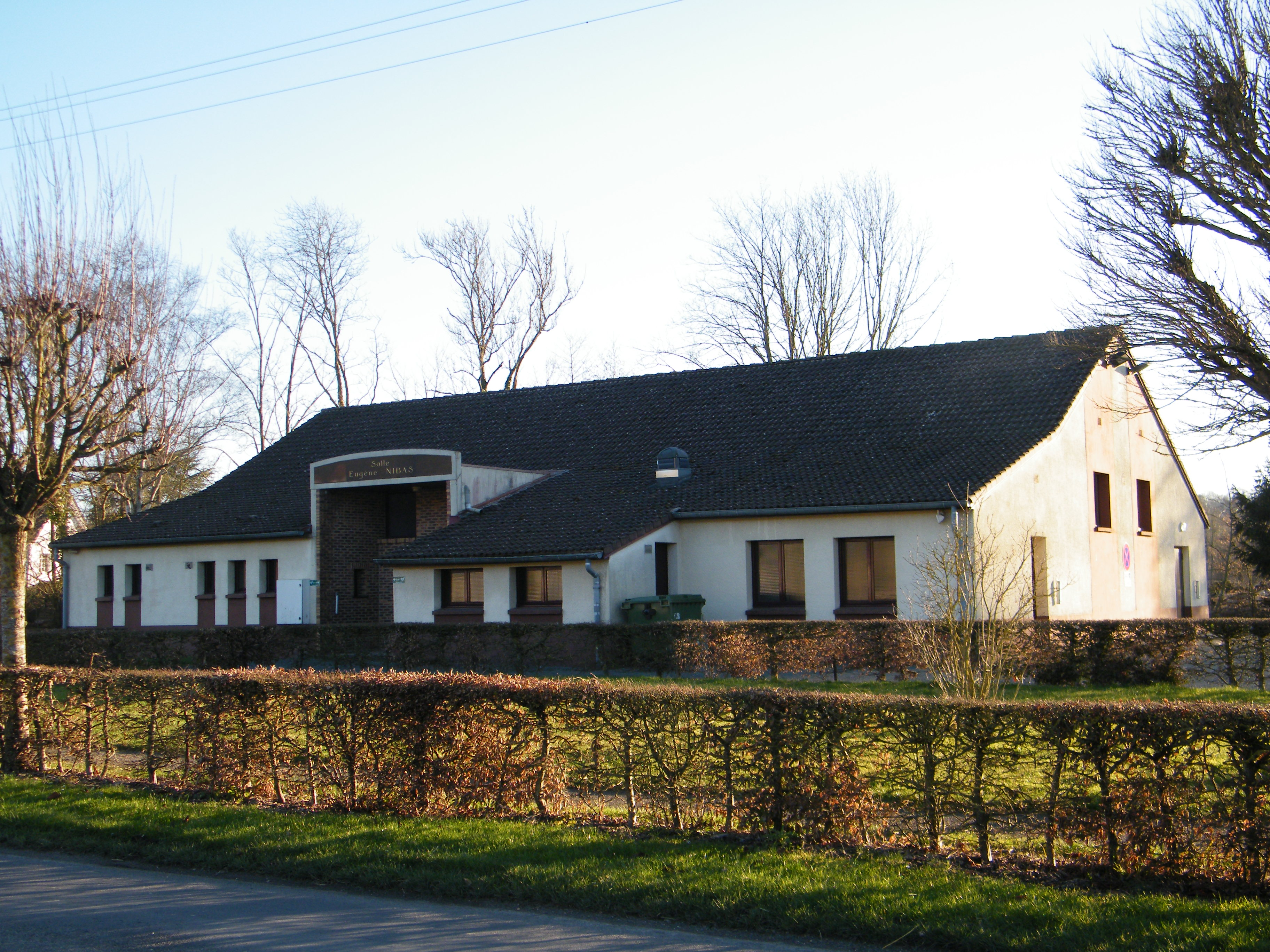
Salle communale Eugène Nibas.
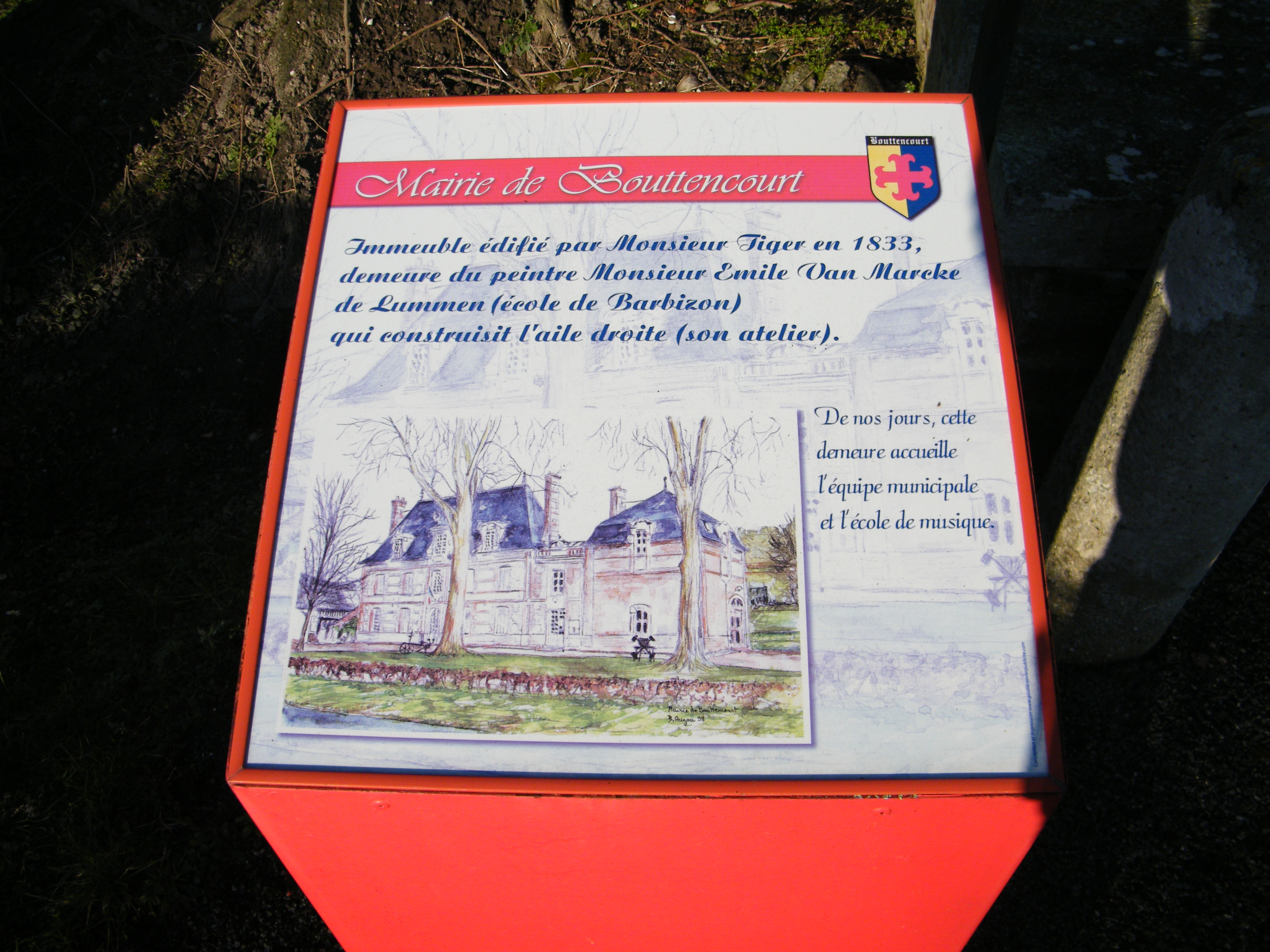
Historique de la mairie.
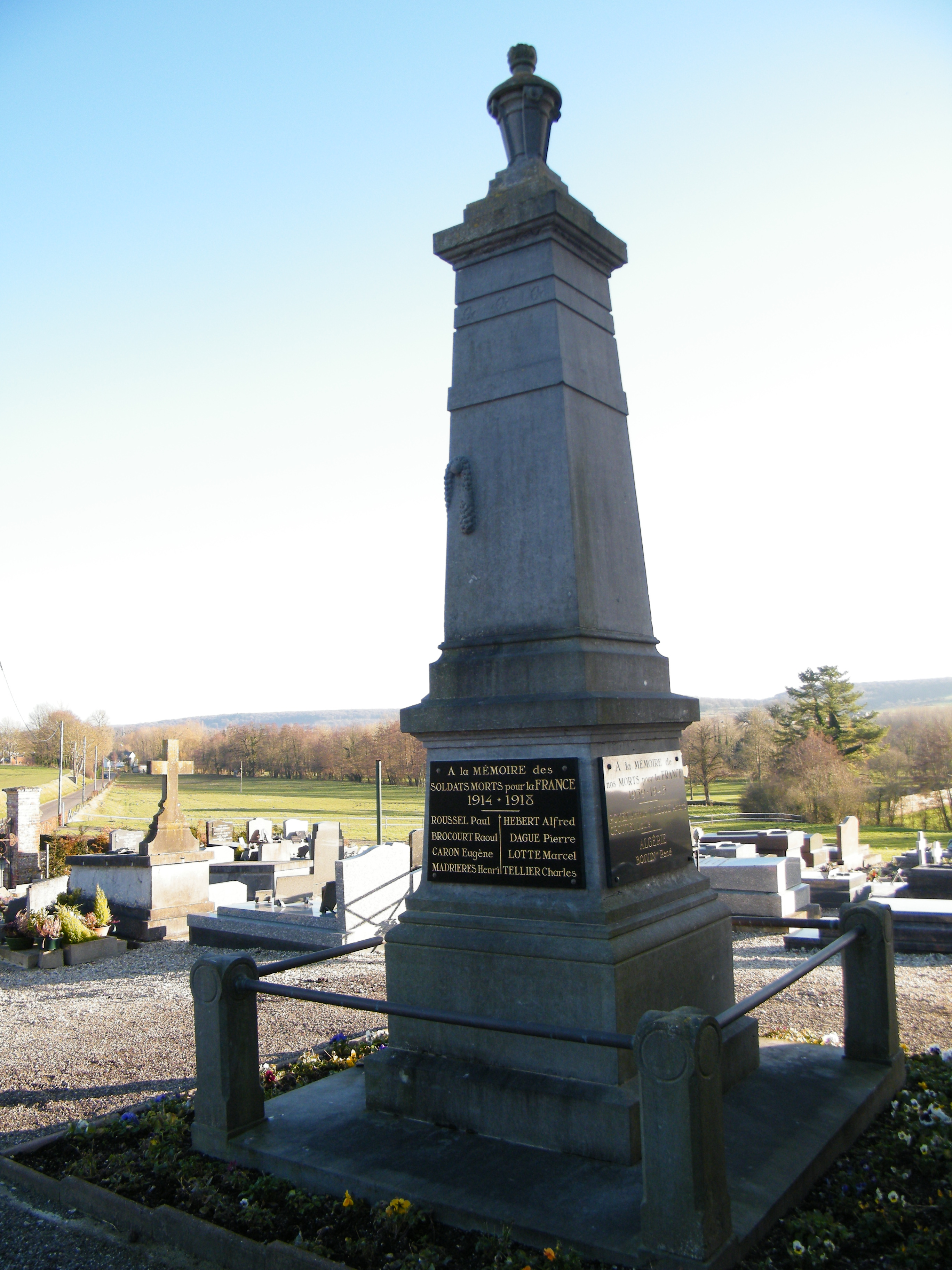
Le monument aux morts.
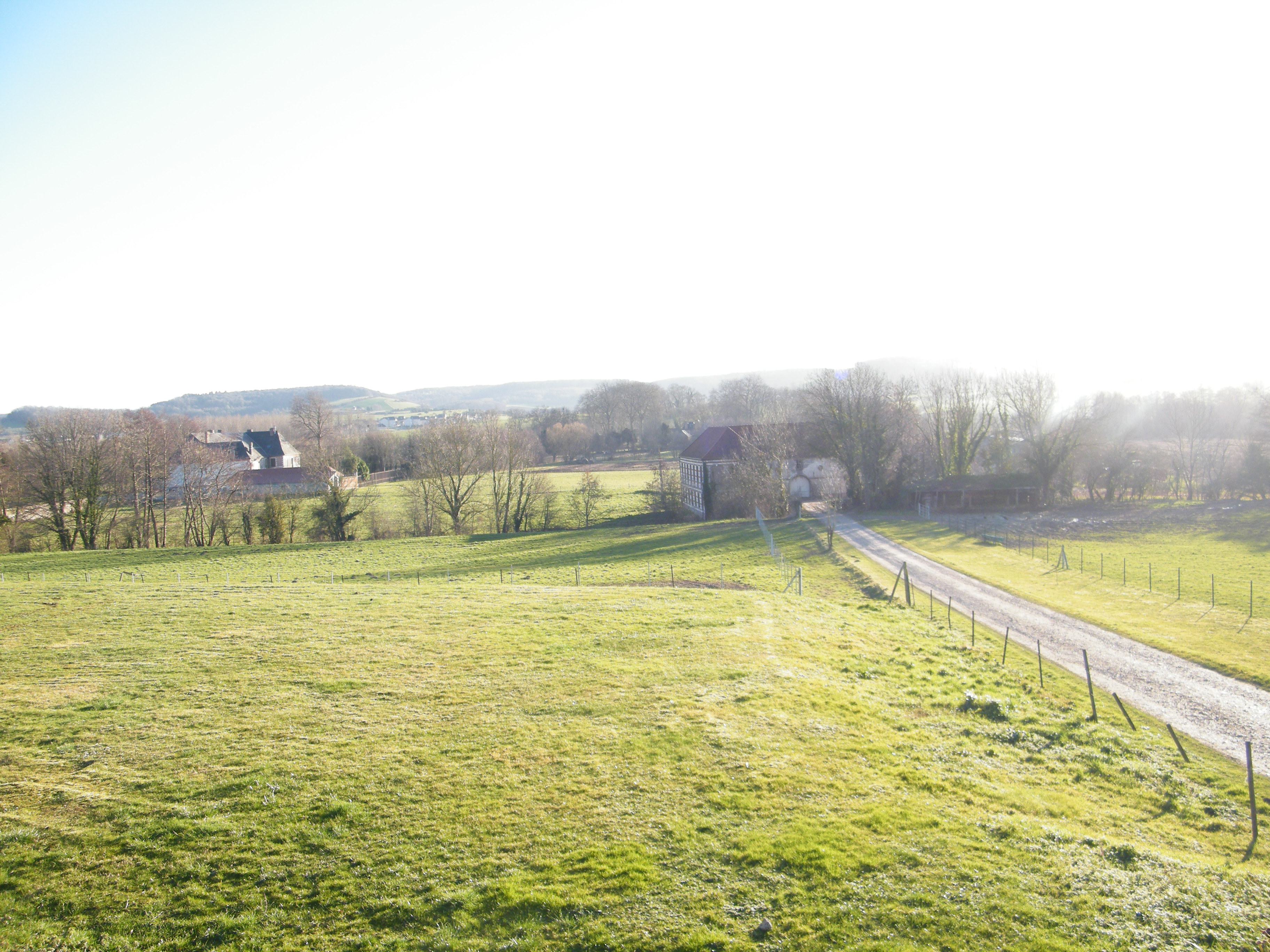
Domaine de l'abbaye de Séry.
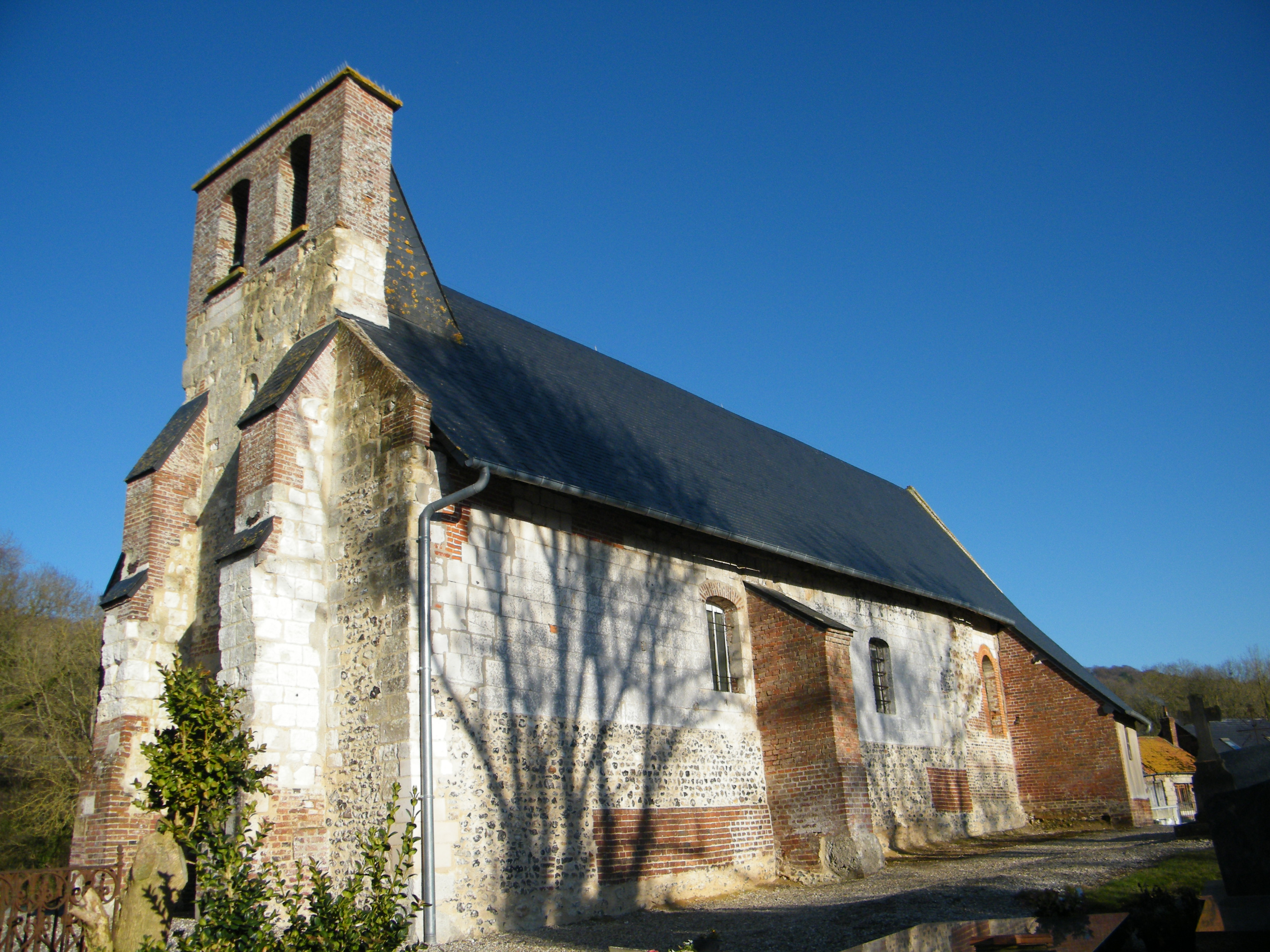
Église de Monthières.
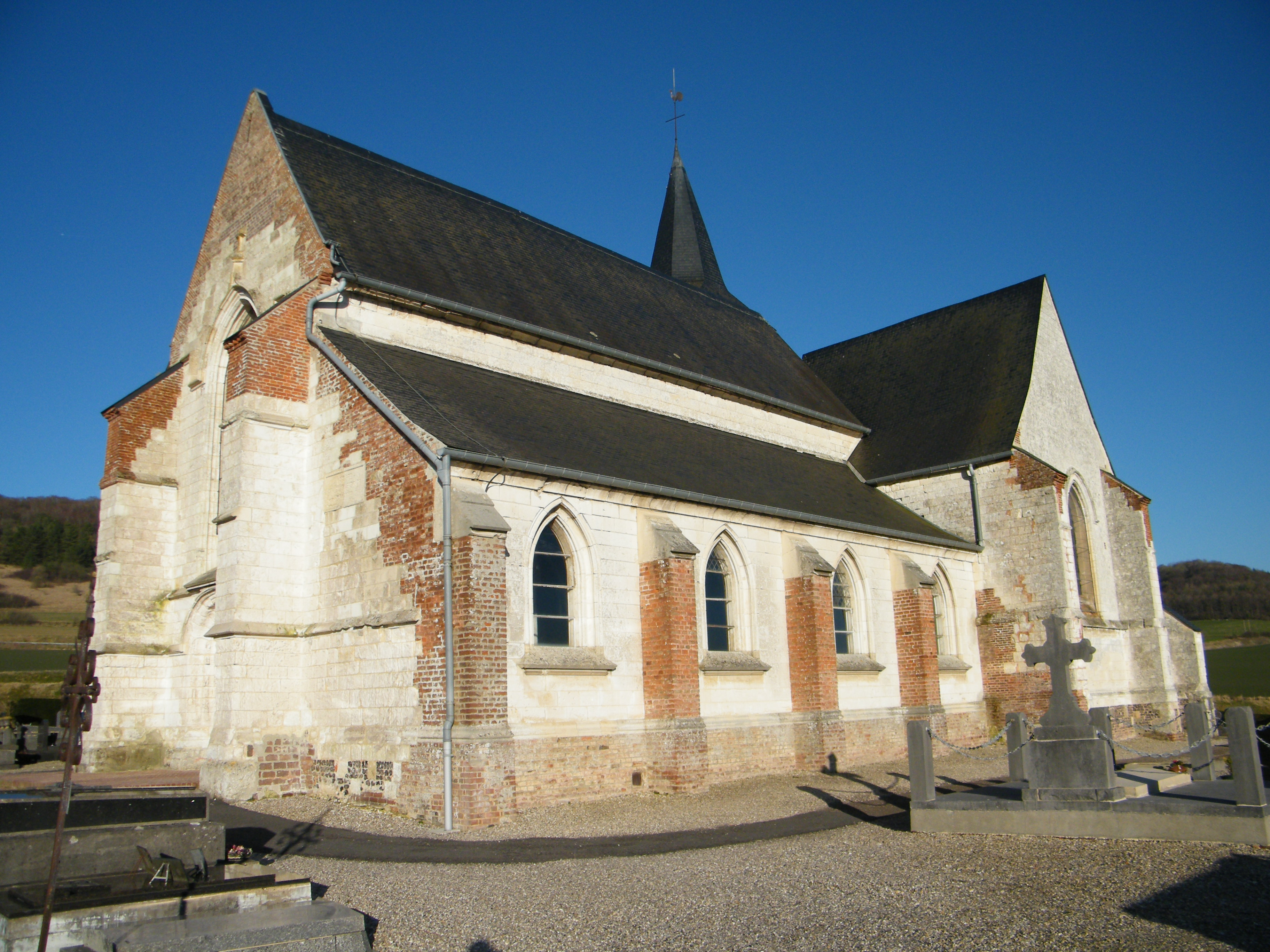
L'église Saint-Étienne de Bouttencourt.
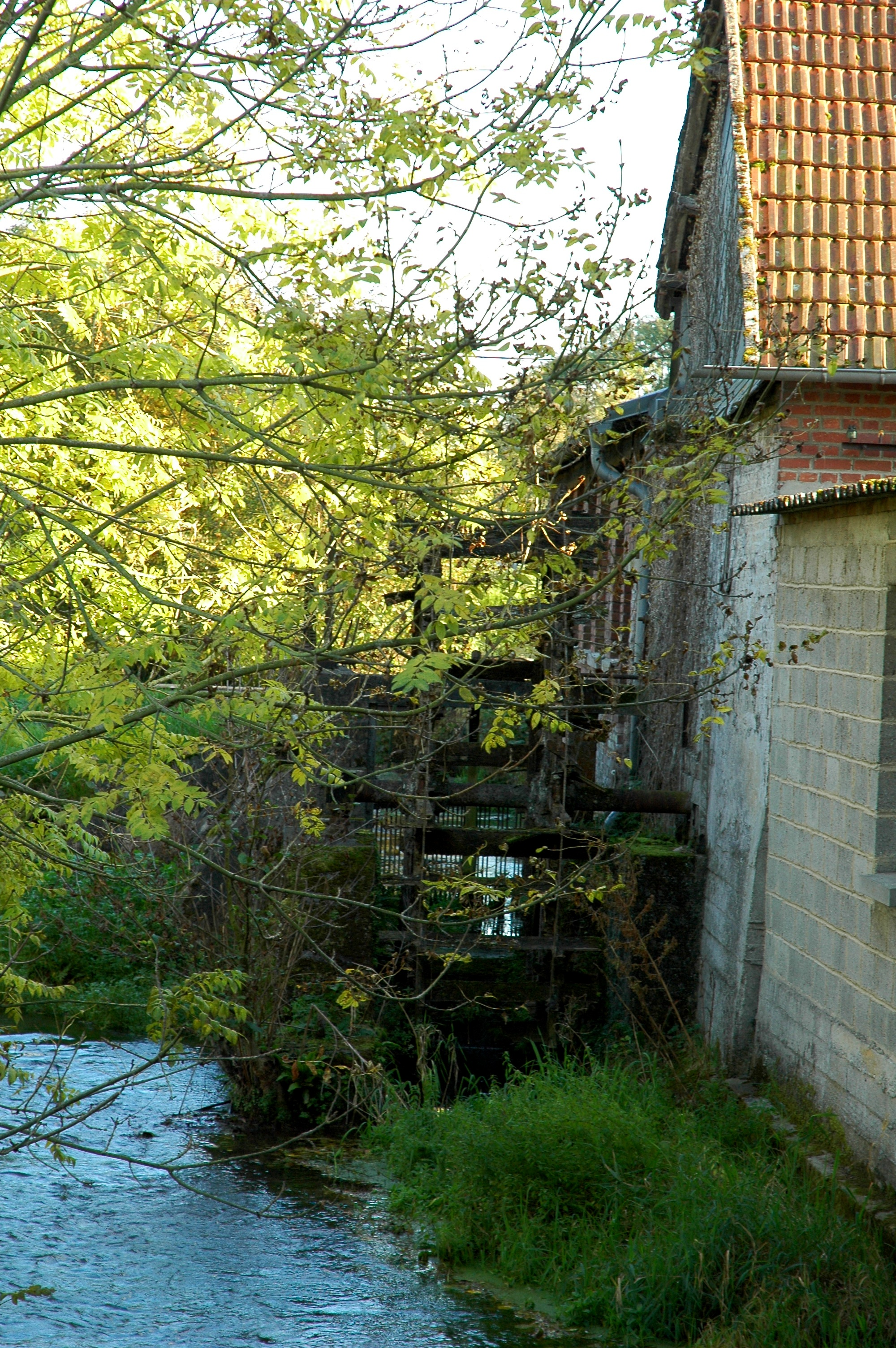
Moulin sur la Bresle à Ansennes.

### Héraldique
| Blason de Bouttencourt | Blason  | Parti d'or et d'azur, à la croix ancrée de gueules brochante. |
| Blason de Bouttencourt | Détails | Le statut officiel du blason reste à déterminer.              |

### Personnalités liées à la commune
- Victor-Marie Picot (1745-1802), graveur abbevillois, naquit dans le hameau de Monthières où son père et son oncle, Jacques-François et André Picot, dirigeaient un moulin à foulon lié à l'industrie du drap[37].
- Marc Antoine Augustin Godde, en 1786, est seigneur de Monthières, Ansennes et autres lieux, officier d'artillerie[38].
- Emile van Marcke, peintre animalier français du XIXe siècle, ancien propriétaire du château de Bouttencourt, acquis en 1874, correspondant aujourd'hui à la mairie.
- Louis Watelin, peintre paysagiste et animalier français du XIXe siècle, gendre d'Emile van Marcke.
- Katherine Quénot, écrivain, née en 1958.
- Michel Moatti, écrivain et journaliste, né en 1958 à Bouttencourt. Son roman "Les retournants" a largement pour cadre le château d'Ansennes[39].
- Esteban Vasseur, footballeur français jouant à l'AS Gamaches, international militaire ayant participé aux Jeux mondiaux militaires de 2019 à Wuhan, est originaire de Bouttencourt et a été formé à l'ASIC Bouttencourt, club de foot de la commune.